# شركة كارير
شركة كارير (بالإنجليزية: Carrier Corporation)‏ هي أكبر شركة مصنعة وموزعة لأنظمة تدفئة، تهوية وتبريد الهواء (بالإنجليزية: HVAC)‏ في العالم، وهي أيضا رائدة عالميا في مجال صناعة معدات التبريد التجاري وتموين الأطعمة. وهي شركة فرعية مملوكة بالكامل من قبل شركة يونايتد تكنولوجيز (بالإنجليزية: United Technologies Corporation)‏ ، وتبلغ إجمالي مبيعاتها السنوية حوالي 12.5 مليار دولار. ويعمل بها أكثر من 43,000 موظف من ستة قارات في حوالي 170 دولة حول العالم. 

## وصلات خارجية
- الموقع الرسمي